# Кршевица
Кршевица је насеље у Србији у општини Бујановац у Пчињском округу. Према попису из 2022. било је 409 становника. У селу се налази археолошки локалитет Кале.

## Историја
Валија Хафиз паша дао је дозволу (русат наме) да се у месту отвори српска основна школа. Она је освећена 20. фебруара 1899. године. Парох поп Трајко је том приликом чинодејствовао, а учитељ Крста Маниташевић је одржао пригодну беседу.

## Демографија
У насељу Кршевица живи 388 пунолетних становника, а просечна старост становништва износи 40,6 година (38,2 код мушкараца и 43,0 код жена). У насељу има 146 домаћинстава, а просечан број чланова по домаћинству је 3,33.
Ово насеље је великим делом насељено Србима (према попису из 2002. године).
|  |

| Демографија | Демографија | Демографија |
| Година      | Становника  | Становника  |
| ----------- | ----------- | ----------- |
| 1948.       | 778         |             |
| 1953.       | 754         |             |
| 1961.       | 696         |             |
| 1971.       | 622         |             |
| 1981.       | 542         |             |
| 1991.       | 549         | 548         |
| 2002.       | 486         | 488         |
| 2022.       | 409         |             |

| Етнички састав према попису из 2002.‍ | Етнички састав према попису из 2002.‍ | Етнички састав према попису из 2002.‍ | Етнички састав према попису из 2002.‍ | Етнички састав према попису из 2002.‍ |
| ------------------------------------ | ------------------------------------ | ------------------------------------ | ------------------------------------ | ------------------------------------ |
|                                      |                                      |                                      |                                      |                                      |
| Срби                                 | Срби                                 |                                      | 480                                  | 98,76%                               |
| Руси                                 | Руси                                 |                                      | 1                                    | 0,20%                                |
| Југословени                          | Југословени                          |                                      | 1                                    | 0,20%                                |
| непознато                            | непознато                            |                                      | 1                                    | 0,20%                                |

| Година пописа     | 1948. | 1953. | 1961. | 1971. | 1981. | 1991. | 2002. |
| ----------------- | ----- | ----- | ----- | ----- | ----- | ----- | ----- |
| Број домаћинстава | 125   | 133   | 137   | 153   | 154   | 156   | 146   |

| Број чланова      | 1  | 2  | 3  | 4  | 5  | 6  | 7 | 8 | 9 | 10 и више | Просек |
| ----------------- | -- | -- | -- | -- | -- | -- | - | - | - | --------- | ------ |
| Број домаћинстава | 30 | 28 | 21 | 27 | 16 | 20 | 3 | 1 | 0 | 0         | 3,33   |

| Пол    | Укупно | Неожењен/Неудата | Ожењен/Удата | Удовац/Удовица | Разведен/Разведена | Непознато |
| ------ | ------ | ---------------- | ------------ | -------------- | ------------------ | --------- |
| Мушки  | 199    | 52               | 127          | 17             | 1                  | 2         |
| Женски | 207    | 31               | 131          | 40             | 3                  | 2         |
| УКУПНО | 406    | 83               | 258          | 57             | 4                  | 4         |

| Пол    | Укупно                    | Пољопривреда, лов и шумарство | Рибарство                            | Вађење руде и камена | Прерађивачка индустрија       |
| ------ | ------------------------- | ----------------------------- | ------------------------------------ | -------------------- | ----------------------------- |
| Мушки  | 92                        | 20                            | 0                                    | 0                    | 33                            |
| Женски | 47                        | 10                            | 0                                    | 0                    | 26                            |
| УКУПНО | 139                       | 30                            | 0                                    | 0                    | 59                            |
| Пол    | Производња и снабдевање   | Грађевинарство                | Трговина                             | Хотели и ресторани   | Саобраћај, складиштење и везе |
| Мушки  | 1                         | 7                             | 3                                    | 1                    | 8                             |
| Женски | 0                         | 0                             | 2                                    | 1                    | 0                             |
| УКУПНО | 1                         | 7                             | 5                                    | 2                    | 8                             |
| Пол    | Финансијско посредовање   | Некретнине                    | Државна управа и одбрана             | Образовање           | Здравствени и социјални рад   |
| Мушки  | 0                         | 0                             | 7                                    | 0                    | 5                             |
| Женски | 0                         | 0                             | 0                                    | 2                    | 4                             |
| УКУПНО | 0                         | 0                             | 7                                    | 2                    | 9                             |
| Пол    | Остале услужне активности | Приватна домаћинства          | Екстериторијалне организације и тела | Непознато            | Непознато                     |
| Мушки  | 4                         | 0                             | 0                                    | 3                    | 3                             |
| Женски | 0                         | 0                             | 0                                    | 2                    | 2                             |
| УКУПНО | 4                         | 0                             | 0                                    | 5                    | 5                             |